# Кубок України з футболу серед жінок 2021—2022
Кубок України з футболу серед жінок 2021—2022 — 29-й розіграш Кубка України серед жінок. Володарем трофею стала полтавська «Ворскла».

## Матчі

### 1/8 фіналу
| Команда 1               | Рахунок           | Команда 2               |
| ----------------------- | ----------------- | ----------------------- |
| «Динамо» (Київ)         | 0:6               | «Кривбас» (Кривий Ріг)  |
| «Карпати» (Львів)       | 3:2               | «Пантери» (Умань)       |
| ДЮСШ №26 (Київ)         | 0:5               | «Колос» (Ковалівка)     |
| «ЕМС-Поділля» (Вінниця) | 1:2               | «Ладомир» (Володимир)   |
| «Дніпро-1»              | +:- (тех.поразка) | «Маріуполь»             |
| «Шахтар» (Донецьк)      | +:- (тех.поразка) | «Восход» (Стара Маячка) |
| «Ворскла» (Полтава)     | +:- (тех.поразка) | «Атекс» (Київ)          |
| «Верес» (Рівне)         | +:- (тех.поразка) | «Житлобуд-1» (Харків)   |

### Чвертьфінали
| Команда 1             | Рахунок           | Команда 2              |
| --------------------- | ----------------- | ---------------------- |
| «Шахтар» (Донецьк)    | 0:2               | «Ворскла» (Полтава)    |
| «Дніпро-1»            | 0:3               | «Кривбас» (Кривий Ріг) |
| «Верес» (Рівне)       | 0:2               | «Колос» (Ковалівка)    |
| «Ладомир» (Володимир) | +:- (тех.поразка) | «Карпати» (Львів)      |

### Півфінали
| Команда 1             | Рахунок  | Команда 2              |
| --------------------- | -------- | ---------------------- |
| «Ворскла» (Полтава)   | 3:1 (дч) | «Кривбас» (Кривий Ріг) |
| «Ладомир» (Володимир) | 0:1      | «Колос» (Ковалівка)    |

## Фінал
| 2 грудня 2022 11:00 |

| «Ворскла» (Полтава)   | 2 – 0    | «Колос» (Ковалівка) |
| --------------------- | -------- | ------------------- |
| Калініна 2' Котик 18' | Протокол |                     |

| «Лівий берег» (Київська область) Арбітр: Наталія Мамчур |

| 23               | Україна  | Катерина Самсон       |  |
| 4                | Україна  | Яна Котик             |  |
| 17               | Україна  | Катерина Корсун       |  |
| 16               | Україна  | Ірина Котяш           |  |
| 20               | Вірменія | Ольга Осіпян          |  |
| 25               | Україна  | Анна Петрик           |  |
| 29               | Україна  | Ірина Подольська      |  |
| 9                | Україна  | Вікторія Радіонова    |  |
| 5                | Україна  | Вероніка Андрухів     |  |
| 10               | Україна  | Яна Калініна          |  |
| 25               | Україна  | Роксолана Кравчук     |  |
| Резерв:          |          |                       |  |
| 71               | Україна  | Дарина Бондарчук      |  |
| 21               | Україна  | Ія Андрущак           |  |
| 18               | Україна  | Алла Герасимчук       |  |
| 15               | Україна  | Карина Чувилка        |  |
| 19               | Україна  | Анастасія Забитівська |  |
| Головний тренер: |          |                       |  |
| Наталія Зінченко |          |                       |  |

| 31               | Україна   | Ірина Саніна (Катаєва) |  |
| 16               | Україна   | Анастасія Вороніна     |  |
| 3                | Україна   | Надія Ковальчук        |  |
| 8                | Україна   | Юлія Ковальчук         |  |
| 33               | Україна   | Ганна Давиденко        |  |
| 14               | Україна   | Соломія Куп'як         |  |
| 10               | Україна   | Мар'яна Іванишин       |  |
| 21               | Румунія   | Беата Меланія Амбруш   |  |
| 77               | Казахстан | Каміла Кульмагамбетова |  |
| 7                | Україна   | Ірина Майбородіна      |  |
| 11               | Україна   | Ліліана Сербук         |  |
| Резерв:          |           |                        |  |
| 1                | Україна   | Маріна Дуднік          |  |
| 13               | Україна   | Натія Панцулая         |  |
| 17               | Україна   | Дарина Січкаренко      |  |
| 22               | Україна   | Дарина Краснобородько  |  |
| Головний тренер: |           |                        |  |
| Людмила Покотило |           |                        |  |

## Найкращі бомбардирки
| Місце | Гравець           | Клуб      | Голи |
| ----- | ----------------- | --------- | ---- |
| 1     | Яна Калініна      | «Ворскла» | 3    |
| 2     | Ліліана Сербук    | «Колос»   | 3    |
| 3     | Надія Чайка       | «Карпати» | 2    |
| 4     | Інна Глущенко     | «Кривбас» | 2    |
| 5     | Роксолана Кравчук | «Ворскла» | 2    |